# La Chèvre Amalthée avec Jupiter enfant et un faune
La Chèvre Amalthée avec Jupiter enfant et un faune est la première œuvre connue de l'artiste italien Gian Lorenzo Bernini, dit Le Bernin. Réalisée entre 1609 et 1615,,, la sculpture fait maintenant partie de la Collection Borghèse de la Galerie Borghèse de Rome.

## Contexte
Selon Filippo Baldinucci, avant même que Pietro Bernini ne déménage avec sa famille de Naples à Rome, Gian Lorenzo, alors âgé de huit ans, avait créé une « petite tête en marbre d'un enfant qui était la merveille de tout le monde ». Tout au long de son adolescence, il produit de nombreuses images contenant des putti, c'est-à-dire des enfants mâles, joufflus, généralement nus, et parfois ailés. Distincts des chérubins, qui représentent le second ordre des anges, ces putti étaient laïques et représentaient une passion non religieuse. Des trois groupes de putti de marbre qui peuvent être attribués au Bernin, La Chèvre Amalthée avec Jupiter enfant et un faune est le seul ouvrage qui soit approximativement datable. En 1615, un menuisier est payé pour fournir un socle en bois au groupe de sculpture. Certains écrivains datent l'œuvre, vieille de 1609, sur la base de motifs stylistiques et d'une interprétation de la facture du piédestal daté de 1615, indiquant que le socle fut remplacé.

## Description
La sculpture montre Amalthée en chèvre, le dieu Jupiter enfant, et un faune enfant.